# Антонов, Фёдор Николаевич
Фёдор Николаевич Антонов (2 ноября 1922, Дьяконово, Костромская область — 15 октября 1998, Кострома, Россия) — заряжающий танка Т-34 92-го Свирского инженерно-танкового полка, старшина — на момент представления к награждению орденом славы 1-й степени. Полный кавалер ордена Славы.

## Биография
Родился 2 ноября 1922 года в деревне Дьяконово, Костромского района Костромской области. Окончил 7 классов, учился в районной колхозной школе в городе Кострома на тракториста.
С началом Великой Отечественной войны был призван в РККА и направлен на учёбу в танковую школу, получил специальность механика-водителя. С ноября 1942 года участвовал в боях с немецко-вражескими захватчиками на Калининском фронте. Боевое крещение принял под Ржевом, затем были бои под Старой Руссой. Был дважды ранен. В тяжелом бою под городом Остров в феврале 1944 года чудом остался жив, выбравшись из подбитого танка.
В тылу получил новую машину — ИС-2. В составе 33-го тяжелого танкового полка дошел до Прибалтики, участвовал в Рижской наступательной операции. В июле 1944 года в бою за город Резекне, на подступах к столице Латвии, танк Антонова был подбит. Устраняя неисправность на поле боя, механик-водитель был ранен, снова попал в госпиталь.
После выздоровления старшина Антонов попал в новую часть — 92-й инженерно-танковый полк. Пришлось переквалифицироваться — стать заряжающим, командиром башни специально переоборудованного танка-тральщика Т-34. Насыщенность войск техникой росла, и в танковых войсках во избежание лишних потерь были созданы специальные части и подразделения по обезвреживанию мин. Танки с пятитонными тралами ПТ-2 впереди прокладывали дорогу подвижным соединениям и пехоте, проделывали проходы в минных полях, обеспечивали прорыв обороны противника.
14 января 1945 года в бою северо-восточнее населенного пункта Грабовска Воля танк, на котором командиром башни был старшина Антонов, прокладывал путь наступающей пехоте, обезвреживая минные поля. Точным выстрелом из пушки лично ликвидировал вражеский пулемёт, мешавший пехоте. Когда танковый трал получил повреждение, вывел машину в укрытие, вместе с экипажем отремонтировал и снова вступил в бой. Приказом по войскам 5-й ударной армии от 13 февраля 1945 года старшина Антонов Фёдор Николаевич награждён орденом Славы 3-й степени.
В марте 1945 года в бою за город Кюстрин, старшина Антонов был в экипаже командира роты. Танк шел впереди, Антонов в ходе боя выявил несколько огневых точек врага, подавил их. При прорыве к кюстринскому вокзалу экипаж разгромил зенитную батарею. Когда танк был подбит, покинул его и из личного оружия уничтожил 4 фашистов. Приказом по войскам 5-й ударной армии от 25 марта 1945 года старшина Антонов Фёдор Николаевич награждён орденом Славы 2-й степени.
В конце марта 1945 года в боях на берлинском направлении старшина Антонов вместе с экипажем уничтожил четыре вражеских тяжелых орудия, 15 пулеметных точек, до 150 немецких солдат и офицеров. Танк, в экипаже которого вошел в Берлин старшина Федор Антонов, первым ворвался в Карлхорст.
Указом Президиума Верховного Совета СССР от 15 мая 1946 года за исключительное мужество, отвагу и бесстрашие, проявленные на заключительном этапе Великой Отечественной войны в боях с вражескими захватчиками гвардии сержант Антонов Фёдор Николаевич награждён орденом Славы 1-й степени, став полным кавалером ордена.
В 1946 году старшина Антонов был демобилизован. Ввернулся в родной город Кострома, где долгие годы работал на заводе «Рабочий металлист», а затем в ПМК-1234 управления «Костромаоблсельстрой». Скончался 15 октября 1998 года.
Награждён орденами Отечественной войны I степени, Славы трёх степеней, медалями.